# Кордова (Јужна Каролина)
Кордоба (енгл. Cordova) град је у америчкој савезној држави Јужна Каролина.

## Демографија
По попису из 2010. године број становника је 169, што је 12 (7,6%) становника више него 2000. године.
| Група             | 2000.       | 2010.       |
| Белци             | 153 (97,5%) | 140 (82,8%) |
| Афроамериканци    | 2 (1,3%)    | 21 (12,4%)  |
| Азијати           | 0 (0,0%)    | 0 (0,0%)    |
| Хиспаноамериканци | 0 (0,0%)    | 3 (1,8%)    |
| Укупно            | 157         | 169         |